# Osyris quadripartita
Osyris quadripartita är en sandelträdsväxtart som beskrevs av Philipp Salzmann och Decne. Osyris quadripartita ingår i släktet Osyris och familjen sandelträdsväxter. Utöver nominatformen finns också underarten O. q. canariensis.